# Luis Fernando Pelcastre Rabanal
Luis Fernando Pelcastre Rabanal (16 maart 1993) is een Mexicaans triatleet. Hij won in 2016 verrassend de Ironman Los Cabos in zijn thuisland.

## Belangrijkste prestaties

### Triatlon
- 2016:  Ironman Los Cabos

### Wielrennen
- 2016: 8e Mexicaans kampioenschap tijdrijden